# アインシュタインの十字架
アインシュタインの十字架（アインシュタインのじゅうじか、Einstein Cross）は、銀河LEDA 69457の重力レンズで4個に分裂して見えるクエーサーである。アインシュタインクロスとも訳す。これらはLEDA 69457自身を含めた名称とすることもある。クエーサーとしての符号はQSO 2237+0305あるいはQSO 2237+030、重力レンズ系としての符号はG2237+0305。
1984年、ジョン・ハクラにより、クエーサーと重力レンズ効果が発見され、1985年に発表された（LEDA 69457自体は単なる銀河としてはすでに知られていた）。1987年、H・K・C・イーにより4つの像が確認され、1988年に発表された。

## 銀河
LEDA 69457、ハクラのレンズ(Huchra's lens)とも呼ばれる、Sab D型の楕円銀河である。固有名は、この銀河の重力レンズを発見したジョン・ハクラに因む。地球から4億光年離れた位置にある。銀河の視直径は1.6×1.6秒である。後述するクエーサーQSO 2237+0305が受けている重力レンズ効果の原因となっている重力源であり、この度合いからLEDA 69457の質量を求める試みがある。

## クエーサー
QSO 2237+0305（あるいは QSO 2237+030）は、LEDA 69457の後ろに存在するクエーサーである。地球から80億光年離れた位置にあり、LEDA 69457とは20倍もの開きがある。QSO 2237+0305は、LEDA 69457の重力によって4個の像に分裂して見え、0.87×0.34分の領域に広がっている。像はそれぞれLEDA 69457を基準に、南はA、北はB、東はC、西はDと名づけられている（何のAかが必要な時は、連星のように「QSO 2237+0305A」等と記される）。さらに実際には、LEDA 69457に重なる位置に微弱な5個目の像、すなわちQSO 2237+0305の本体があると予想されており、観測可能かもしれない。

## 名称
アインシュタインの十字架という名称は、理論物理学者のアルベルト・アインシュタインに因む。アインシュタインは、1915年から1916年に発表した一般相対性理論において、重い物体によって発生した重力によって時空が歪み、その歪んだ時空に沿って光が曲がって進むことが提唱された。もし観測者と観測対象の間に別の天体があった場合、観測対象から放たれた別々の光を、天体の重力が凸レンズの役割を果たして一点に集める事になる。このとき、別々の光を見るため、あたかも観測対象が分裂して見える。これを重力レンズ効果と呼ぶ。重力レンズ効果は1936年にアインシュタイン自身が論文中に述べ、実例は1979年に発見された。アインシュタインの十字架は1985年に発見されたが、4個の像は、その1年前に発見された四つ葉のクローバークエーサーが最初である。ただし、四つ葉のクローバークエーサーは中心部が良く見えないため、十字架には見えない。